# Weißbrauen-Sumpfhuhn
Das Weißbrauen-Sumpfhuhn, auch Blatthühnchenralle oder Weißbrauenralle, (Poliolimnas cinereus, Syn.: Amaurornis cinerea, Porzana cinerea) ist eine Art der Rallen, die heute zu der monotypischen Gattung Poliolimnas gezählt wird. Ursprünglich wurde sie der Gattung der Sumpfhühner (Porzana) zugerechnet. Es ist eine kleine, schlank gebaute und langbeinige Rallenart, die von den Philippinen bis nach Australien vorkommt. Auf Grund ihrer auffälligen und kontrastreichen Gesichtsfärbung sind sie mit keiner anderen Rallenart zu verwechseln.
Die Bestandssituation des Weißbrauen-Sumpfhuhns wird mit nicht gefährdet (Least Concern) angegeben. Es werden keine Unterarten unterschieden.

## Erscheinungsbild
Das Weißbrauen-Sumpfhuhn erreicht eine Körperlänge von 17 bis 20 Zentimeter, wovon 4,7 bis 5,2 Zentimeter auf den Schwanz entfallen. Der Flügel misst 8,4 bis 9,1 Zentimeter. Die Schnabellänge beträgt 1,7 bis 2,2 Zentimeter. Sie wiegen zwischen 40 und 62 Gramm. Es besteht kein Geschlechtsdimorphismus.

### Adulte Vögel

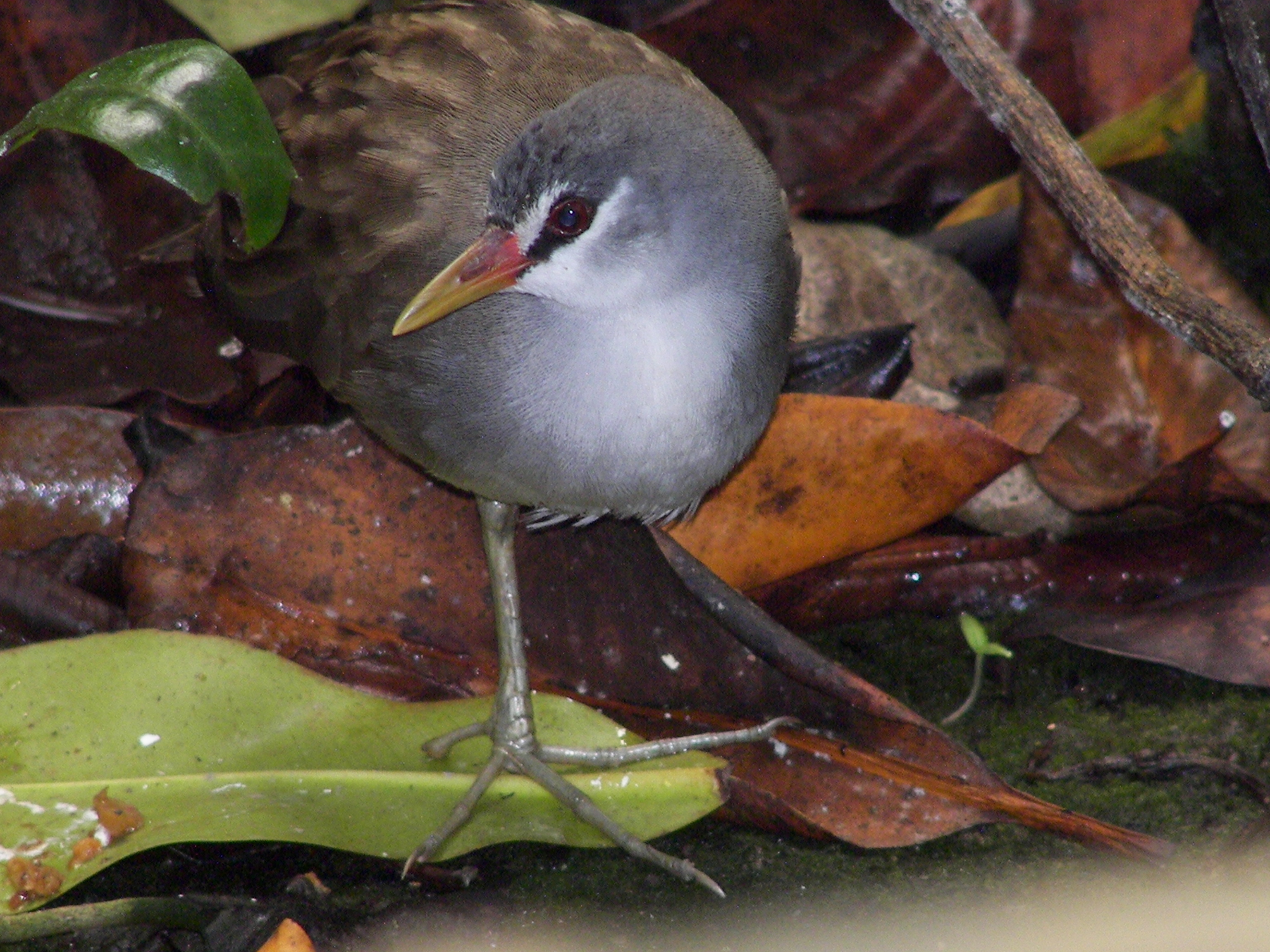
Weißbrauen-Sumpfhuhn

Stirn und Scheitel sind bei frisch vermauserten Weißbrauen-Sumpfhühnern grau, bei Weißbrauen-Sumpfhühnern mit abgetragenen Gefieder dagegen schwarz, so dass sich dann eine schwarze Kappe bildet, die in einen grauen Nacken übergeht. Von der Basis des Unterschnabels verläuft ein schwarzer Strich über das Auge zu den Scheitelseiten. Der schwarze Strich wird betont durch den kurzen und etwa dreieckigen Augenüberstreif, der von der Schnabelbasis bis zum Augenende verläuft und einen weiteren weißen Streif, der unterhalb des Auges verläuft. Die Ohrdecken, die unteren Wangen, die Halsseiten und die Kehle sind grau. Der hintere Hals ist olivgrau. Die übrige Körperoberseite olivgrau mit dunkleren Federmitten. Der Schwanz, ein Teil der Flügeldecken und die Steuerfedern sind dunkelbraun. Die Körperunterseite ist überwiegend weißlich, lediglich die Flanken sind graubraun sowie die Brust- und Halsseiten grau.
Der Oberschnabel ist olivbraun und geht an der Spitze in ein Gelbgrün über. An der Schnabelbasis verläuft außerdem ein schmales rotes Band. Der Unterschnabel ist gänzlich grünlich gelb. Die Iris und der Orbitalring sind rot. Die Beine und Füße sind grünlich bis graubraun.

### Jungvögel
Jungvögel ähneln den adulten Vögeln. Stirn, Scheitel, Hals und Augenstreifen sind jedoch braun, die Wangen, die Ohrdecken und die Halsseiten sind hellbraun. Sie haben damit ein ähnlich gemustertes Gefieder wie die adulten Vögel, sind jedoch weniger kontrastreich gefärbt.

## Verbreitungsgebiet und Lebensraum

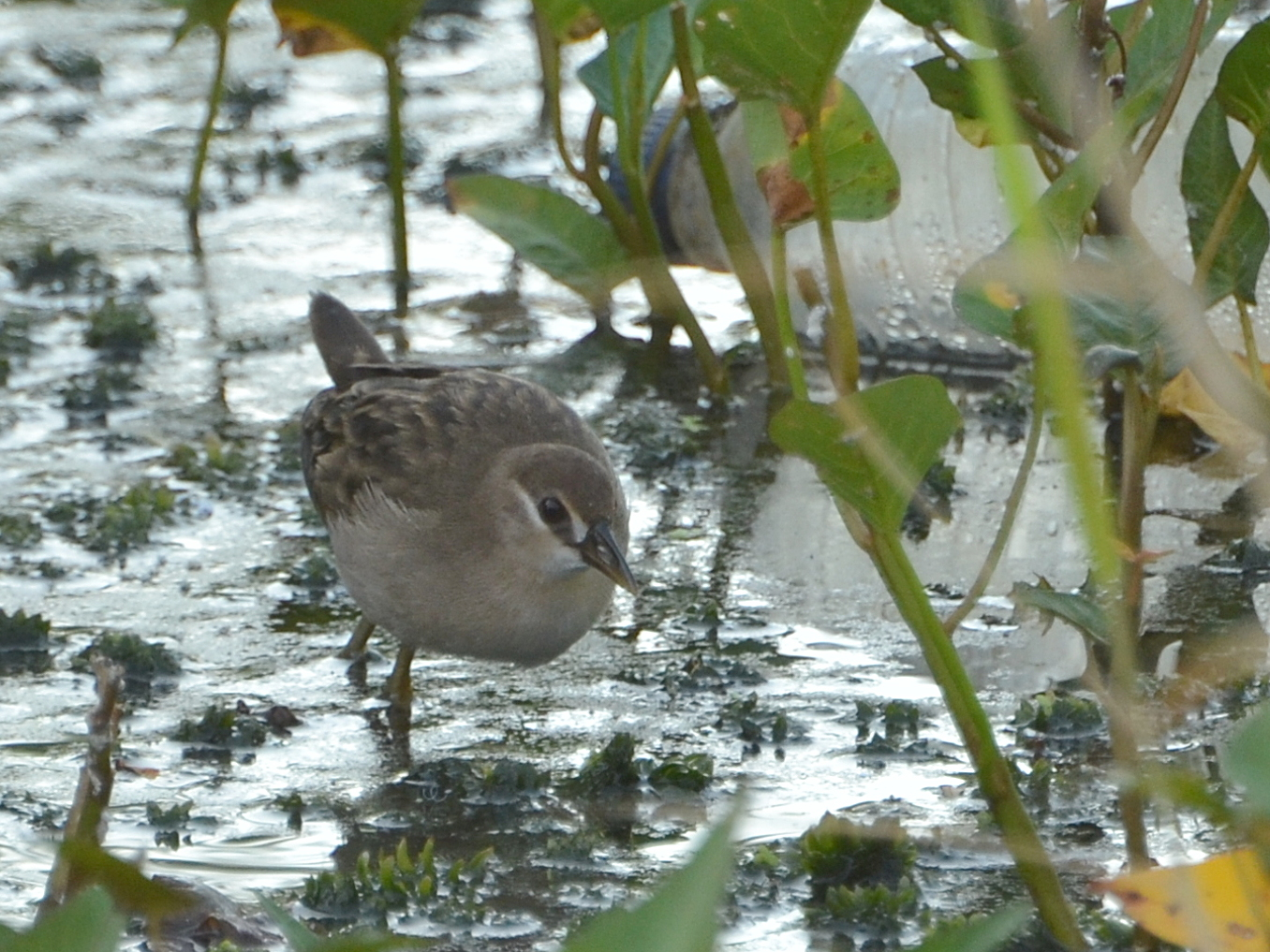
Jungvogel, Sulawesi

Das Weißbrauen-Sumpfhuhn kommt auf den Philippinen, der malaiischen Halbinsel, Indonesien, den Marianen, den Palauinseln, den Karolinen, Polynesien (von Samoa bis nach Neukaledonien), den Tiefebenen von Neuguinea und im Norden von Australien vor. Es brütet auch auf Inseln der westlichen Torres-Straße, auf Melville Island und dem Groote Eylandt.
Auf dem australischen Festland kommen Weißbrauen-Sumpfhühner disjunkt in einer Region vor, die sich von Kimberley im Westen bis nach Townsville im Osten erstreckt. Das Zugverhalten dieser Rallenart ist bislang nicht abschließend untersucht. In Teilen des australischen Verbreitungsgebietes ist das Weißbrauen-Sumpfhuhn jedoch nur in der Regenzeit anzutreffen.
Der Lebensraum des Weißbrauen-Sumpfhuhns sind Feuchtgebiete in tropischen Regionen mit Monsun-Regenfällen oder ausgeprägten Feucht- und Trockenzeiten. Es ist dort besonders häufig, wo es eine ausgeprägte Schwimmpflanzenzone gibt.

## Lebensweise

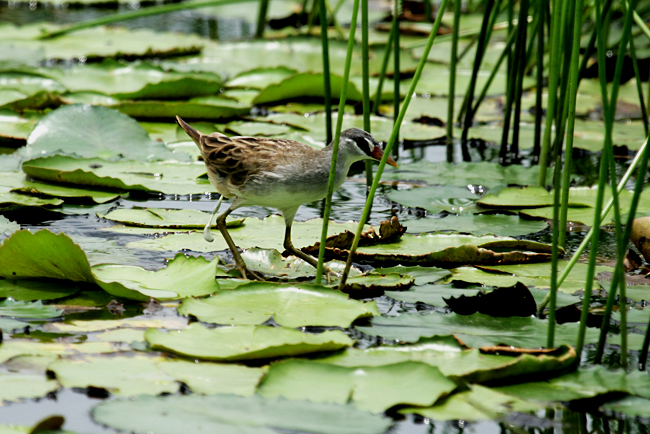
Weißbrauen-Sumpfhuhn in einem für diese Art typischen Lebensraum

Das Weißbrauen-Sumpfhuhn lebt einzelgängerisch, paarweise oder in kleinen Familiengruppen. Grundsätzlich ist es in den frühen Morgen- und späten Abendstunden am aktivsten, es sucht aber auch während des Tages nach Nahrung. Seine Nahrung sucht es bevorzugt in der Schwimmpflanzenzone, nur selten ist es in trockeneren Uferbereichen anzutreffen. Es sucht bereits bei leichter Beunruhigung höhere Vegetationsbereiche auf. Der Flug ist flatternd, die Füße hängen dabei herab. Es kann schwimmen, tut dieses aber vergleichsweise selten. Das Nahrungsspektrum umfasst Blätter, Samen und Wirbellose. Diese werden von Schwimmpflanzen und der Wasseroberfläche gepickt. Sie sind sehr ruffreudig. Ihr häufigster Ruf ist ein chika - chika - chika, das noch aus mehreren hundert Metern vernehmbar ist.

## Fortpflanzung
Die Fortpflanzungsbiologie ist bislang wenig erforscht. Das Nest wird in der Ufervegetation errichtet und aus groben Gräsern und Schilf gebaut. Das Nestinnere ist mit feinerem Pflanzenmaterial ausgelegt. Das Gelege besteht gewöhnlich aus vier Eiern. Bei Weißbrauen-Sumpfhühnern, die auf Neuguinea beobachtet wurden, betrug der Legeabstand jeweils ein Tag. Die Brut wurde begonnen, sobald das Gelege vollständig war.

## Systematik
Das Weißbrauen-Sumpfhuhn wird noch häufig der Gattung der Sumpfhühner (Porzana) zugerechnet. In einer molekularbiologischen Studie von Slikas et al. aus dem Jahr 2002 wurden innerhalb der Sumpfhühner der Gattung Porzana jedoch mehrere Kladen sichtbar. Diesen Erkenntnissen folgte eine Aufteilung dieser Gattung und entsprechende nomenklatorische Maßnahmen. Diese sind noch nicht endgültig bestätigt, wurden jedoch mittlerweile in namhafte Monographien und Listen übernommen. Das Weißbrauen-Sumpfhuhn wurde dabei der Gattung Poliolimnas zugeordnet.